# Flavijci
Flávijci, tudi flávijska rodbina, je bila rodbina treh rimskih cesarjev, ki so vladali med letoma 69 in 96, ko je bil umorjen njen zadnji pripadnik.
Čeprav je bilo obdobje Flavijcev razmeroma kratko, je bilo ime Flavij priljubljeno in so ga mnogokrat uporabili tudi pozneje pri izbiri imen za novorojene otroke v Rimskem imperiju.
- Vespazijan (69-79)
- Tit Flavij (79-81), starejši sin Vespazijana
- Domicijan (81-96), mlajši sin Vespazijana, mlajši brat Tita Flavija